# Präsentiermarsch
Ein Präsentiermarsch ist ein militärisches Musikstück, das zum Abschreiten der Front einer angetretenen Truppe gespielt wird. Das Abspielen von Präsentiermärschen gehört weltweit zum üblichen Zeremoniell der Armeen, unterscheidet sich aber – je nach Tradition und Kulturraum – in Spielbesetzung, Spielweise und Stückcharakter. So sind beispielsweise Präsentiermärsche in Deutschland und Russland sehr exakte, einem betont harten Rhythmus folgende Kompositionen; in Ländern wie Frankreich und England dagegen werden eher ruhige, gesetzte Stücke verwendet. Eine weitere Ausprägung ist z. B. die Form des Präsentiermarsches in Österreich, der in der Form, die für Staatsoberhäupter verwendet wird, kein ausgearbeitetes Stück, sondern nur ein einfacher, sich wiederholender Signalruf ist.

## Begriff
Der Begriff Präsentiermarsch ist doppeldeutig; er kann sowohl allgemein einen Marsch meinen, der zum oben erläuterten Zweck gespielt wird, oder auch Titel bzw. Titelbestandteil eines bestimmten Marsches sein.
Beispiele:
- Begriff als Verwendungszweck: Das preußische 1. Garde-Regiment zu Fuß führte den Marsch I. Bataillon Garde als Präsentiermarsch.
- Begriff als Titelbestandteil: Präsentiermarsch des Leib-Kürassier-Regiments Nr. 1 „Großer Kurfürst“ von Kuno Graf von Moltke

## Präsentiermärsche in Deutschland

### Historisches
Bis zum Ende des Ersten Weltkrieges existierte im Deutschen Reich eine Fülle von Präsentiermärschen, da viele Verbände neben ihrem Truppenmarsch auch einen eigenen Präsentiermarsch führten. Unterschiede gab es dabei – wie bei allen anderen Märschen auch – zwischen Infanterie- und Kavalleriemusik (siehe Artikel Militärmusik). Eine besondere Stellung nahm in der preußischen Armee seit etwa 1850 allerdings der Präsentiermarsch Friedrich Wilhelms III. (auch Preußischer Präsentiermarsch genannt) ein, auf den unten noch gesondert eingegangen wird. Später setzte er sich im ganzen Deutschen Reich in Reichswehr und Wehrmacht als üblicher Präsentiermarsch durch. Dabei war bis in die Zeit des Zweiten Weltkriegs eine musikalische Besonderheit üblich: Trat ein Spielmannszug zusammen mit einem Musikkorps an, spielte nur das Musikkorps den Präsentiermarsch, die Spielleute intonierten stattdessen ihren traditionellen Präsentiermarsch, den Altpreußischen Grenadiermarsch. Beide Stücke waren aufgrund ihrer Melodie, der Taktzahl und der Tonart eigentlich unvereinbar, trotzdem wurden sie aus Traditionsgründen synchron gespielt.
Bis 1945 war es in Deutschland auch üblich, beim Abschreiten der Front durch das Staatsoberhaupt keinen Präsentiermarsch, sondern die Nationalhymne zu spielen.

### Bekannte deutsche Präsentiermärsche
- Präsentiermarsch (AM I, 2 [AM I, 1a und III, 1a]) von König Friedrich Wilhelm III. von Preußen (s. unten)
- Bayerischer Präsentiermarsch (AM I, 11 [AM I, 102]) – Wilhelm Legrand
- Holländischer Ehrenmarsch (Präsentiermarsch der Marine) (AM I, 52) von Jacob Rauscher
- Wir präsentieren (AM I, 9 [AM I, 93]) von Hans Ailbout
- Hessischer Präsentiermarsch (AM I, 19 [AM I, 105]) von Landgraf Ludwig VIII. von Hessen-Darmstadt
- Präsentiermarsch des Leibkürassierregiments Nr. 1 „Großer Kurfürst“ – (AM I, 39 [AM III, 89]) von Kuno Graf von Moltke

### Präsentiermarsch Friedrich Wilhelms III. (Preußischer Präsentiermarsch)

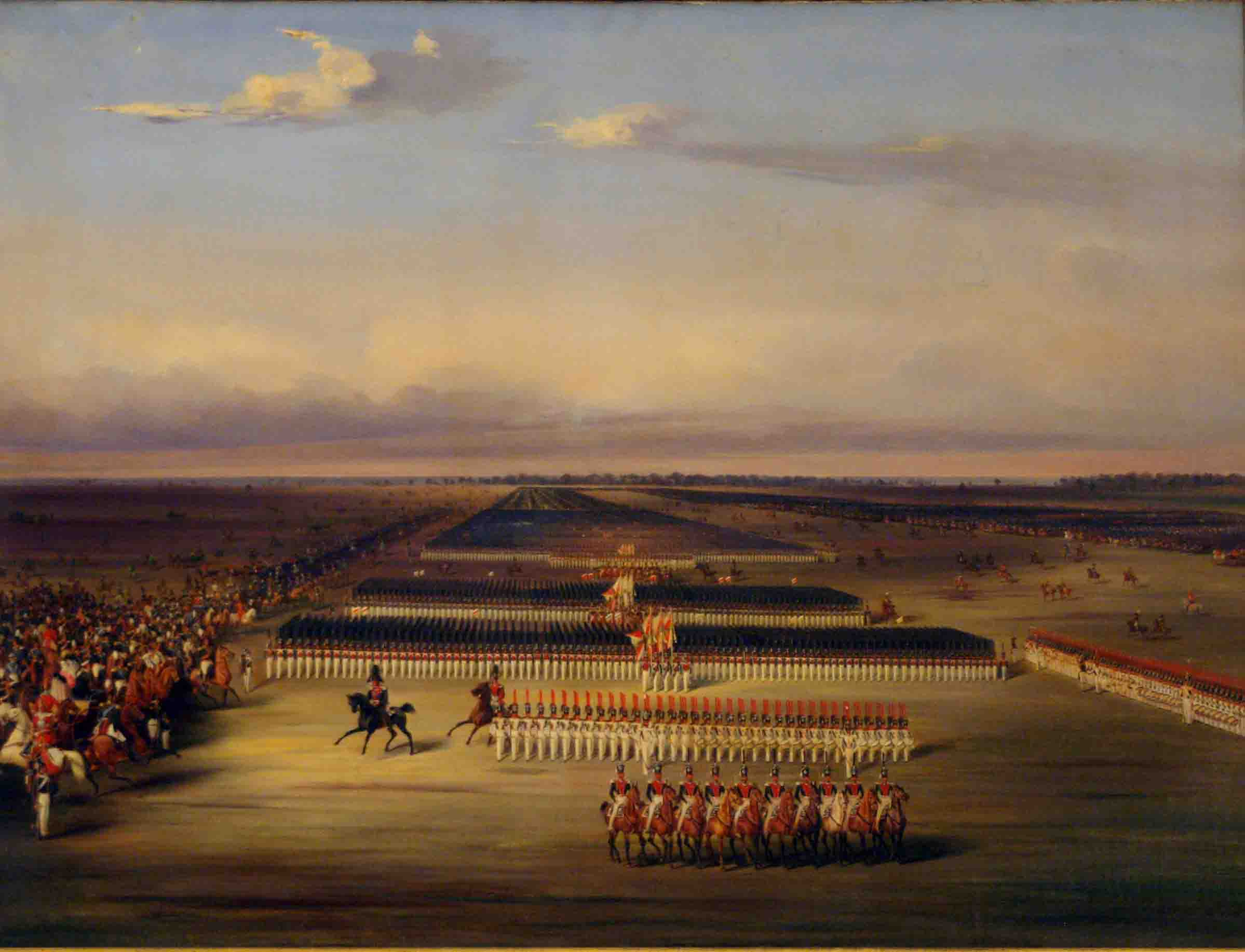
Einmarsch der preußischen Truppen bei der Großen Revue von Kalisch, Gemälde von Carl Rechlin, 1835

Der Präsentiermarsch wurde von Friedrich Wilhelm III., inspiriert von den Hautboistenkorps des ausgehenden 18. Jahrhunderts, in seiner Jugendzeit komponiert. Die Hofmusiker notierten es für Kammermusikbesetzungen. Das Werk geriet aber rasch wieder in Vergessenheit. Erst 1835 wurde die Partitur wiederentdeckt und der Marsch bei der Revue von Kalisch auf Weisung des russischen Zaren Nikolaus I., Friedrich Wilhelms Schwiegersohn, von einem Monstre-Orchester intoniert. 1841 wurde das Stück dann auf Verfügung Friedrich Wilhelms IV. in die preußische Armeemarschsammlung aufgenommen. Er ist ein sehr kurzer, aber prägnanter Marsch mit hohem Wiedererkennungswert.
Der Melodie des Marsches wurde etwa ab 1870 inoffiziell ein humorvoller Text unterlegt:
Seine Majestät der König,
zahlt unsereins zuwenig,
’nen Taler woll’n wir hab’n,
doch den krieg’n wir nicht,
und für 23 Pfennig präsentier’n wir nicht!
Dem Text liegt die Tatsache zugrunde, dass Mannschaften in der preußischen Armee einen Tagessold von 22 Pfennig erhielten. Soldaten der Garde erhielten einen Pfennig Gardezulage und kamen so auf die besungenen 23 Pfennig.
Der Präsentiermarsch Friedrich Wilhelms III. ist heute der Standard-Präsentiermarsch der Bundeswehr, ihrer Ehrenformation und damit Teil des diplomatischen Protokolls von offiziellen und Staatsbesuchen in der Bundesrepublik Deutschland. Aufgrund dieser Tatsache besitzt er einen vergleichsweise hohen Bekanntheitsgrad. Insbesondere bei Empfängen mit militärischen Ehren und Gelöbnissen erreicht der Präsentiermarsch Friedrich Wilhelms III. regelmäßig eine breitere Öffentlichkeit, weil Bundespräsidenten, Bundeskanzler, Staatsgäste und andere herausragende Persönlichkeiten bei seiner Intonierung dann die Ehrenformation der Bundeswehr abschreiten und die dabei entstehenden Bilder von den Medien häufig wiedergegeben werden.

### Weitere traditionelle Präsentiermärsche in Deutschland
Im Freistaat Bayern wird bei protokollarischen und feierlichen Anlässen statt des Präsentiermarsches Friedrich Wilhelms III. der Bayerische Präsentiermarsch gespielt.
Die Marine verwendet bei Großen Flaggenparaden den Marinepräsentiermarsch oder Holländischen Ehrenmarsch, der 1814 vom Militärmusiker Jacob Rauscher (1771–1834) komponiert und 1901 durch Wilhelm II. per Verfügung zum Präsentiermarsch der Kaiserlichen Marine bestimmt worden ist.

### Präsentiermärsche in der Nationalen Volksarmee
Die Nationale Volksarmee der DDR kannte einen eigenen Präsentiermarsch, sowohl um ihre staatliche Eigenständigkeit als auch ihre Loslösung von den Traditionen des Kaiserreichs und des Dritten Reiches zu betonen. Der Präsentiermarsch der NVA wurde von Alfred Pechau ursprünglich unter der Bezeichnung Brandenburger Präsentiermarsch komponiert. In der DDR gab es auch eigene Präsentiermärsche für die Luftverteidigung, Volksmarine, Volkspolizei und das Wachregiment des MfS.